# Франческо дела Пена
Франческо Орацио Оливиери дела Пена ди Били (1680 – 20 юли 1745) е капуцински мисионер в Тибет, който впоследствие става префект на Тибетската мисия.
Роден в Пенабили, Дела Пена става монах в капуцинския манастир Пиетрарубия. По времето, когато живее в манастира, с декрет на Конгрегацията за евангелизация на народите е обявено изпращането на католическа мисия „в посока към изворите на река Ганг, към кралство Тибет“. Дела Пена е сред включените в състава на мисията мисионери. Той пристига в Лхаса заедно с 12 други мисионери на 12 юни 1707 година, но след известно време е принуден да се завърне в Рим, тъй като се налага мисионерите, останали без средства за съществуване, да реорганизират усилията си по отношение на Тибет.
Дела Пена се завръща в Лхаса през 1716 година. Мисионерът започва да изучава тибетски език и култура в манастира Сера под ръководството на лама. По време на пребиваването си в Тибет дела Пена започва съставянето на тибетско-италиански речник. Към 1732 година речникът вече съдържа около 33 хиляди думи, а по-късно техният брой е увеличен до 35 хиляди. Мисионерът превежда някои важни тибетски текстове, сред които „История на живота и деянията на Шакятуба, възстановителя на ламаизма“ и „Трите пътя към съвършенството“. На тибетски език превежда за неофитите „Християнската доктрина“ на Роберто Белармино и „Ценноста на християнската доктрина“ от Тюрло. Именно по време на пребиваването на Дела Пена започва книгопечатането в Тибет.
През 1729 г. Франческо дела Пена присъства на аудиенция, дадена от Далай Лама на делегация номади от приволжките степи, наброяващи около 300 души, за която оставя писмено свидетелство.
Поради смъртта на 9 от членовете на мисията Дела Пена се завръща в Рим през 1735 година в търсене на помощ и подкрепа за по-нататъшната си дейност. Той ги получава от испанеца кардинал Луис Антонио Белуга и, заминавайки от Рим през 1738 година с 9 нови мисионери и с писма от папа Климент XII до Далай Лама, пристига в Лхаса на 6 януари 1741 година.
Дела Пена е бил уважаван в Тибет за неговите изследвания и познания в областта на тибетския език и култура; наричали са го „белоглавия лама“. Седмият Далай Лама Келсанг Гяцо предоставя на него и останалите мисионери свободата да извършват обреди и да покръстват в католицизъм. В резултат повече от 20 тибетци приемат християнството, като отказват да приемат благословение от Далай Лама и да участват в задължителните ламаистки молитви. След продължителен съдебен процес на 22 май 1742 г. 5-има тибетци са наказани с бичуване. Дела Пена присъства на прием при Далай Лама, но съдбата на мисията вече е предрешена. Мисионерите са принудени да напуснат Тибет. Дела Пена умира в Патан на 20 юли 1745 година, без да успее да напусне територията на Непал.
Неговите записки са в основата на известния труд „Alphabetum tibetanum“, написан от Антонио Джорджи и издаден в Рим през 1762 година. Писмата на Франческо дела Пена са публикувани за първи път в Париж в списанието „Nouveau Journal Asiatique“ през 1834 година.